# Dąbrówka (obwód witebski)
Dąbrówka (biał. Дубраўка; ros. Дубровка) – wieś na Białorusi, w obwodzie witebskim, w rejonie brasławskim, w sielsowiecie Widze.
Na mapie WIGu występuje pod nazwą Dubrowka.

## Historia
W dwudziestoleciu międzywojennym były to dwie wsie – Dąbrówka I i Dąbrówka II. Leżały w Polsce, w województwie nowogródzkim (od 1926 w województwie wileńskim), w powiecie dziśnieńskim (od 1926 w powiecie brasławskim), w gminie Bohiń.
Według Powszechnego Spisu Ludności z 1921 roku zamieszkiwało:
- Dąbrówkę I – 214 osób, 22 były wyznania rzymskokatolickiego a 192 prawosławnego. Jednocześnie 5 mieszkańców zadeklarowało polską przynależność narodową a 209 białoruską. Było tu 46 budynków mieszkalnych[4]. W 1931 w 47 domach zamieszkiwały 232 osoby[5].
- Dąbrówkę II – 137 osób, wszystkie były wyznania prawosławnego i zadeklarowały białoruską przynależność narodową. Było tu 26 budynków mieszkalnych[4]. W 1931 w 29 domach zamieszkiwały 152 osoby[6].

Miejscowości należały do parafii rzymskokatolickiej w Dalekiem i prawosławnej w Bohiniu. Podlegała pod Sąd Grodzki w Opsie i Okręgowy w Wilnie; właściwy urząd pocztowy mieścił się w Bohiniu.